# Perciana flavifusa
Perciana flavifusa là một loài bướm đêm trong họ Erebidae.